# Chrysosomopsis aurata
Chrysosomopsis aurata är en tvåvingeart som först beskrevs av Carl Fredrik Fallén 1820.  Chrysosomopsis aurata ingår i släktet Chrysosomopsis, och familjen parasitflugor. Arten är reproducerande i Sverige.